# Mirandolina (ballet)

Mirandolina («Мирандоли́на») est un ballet de Sergueï Vassilenko en trois actes et six tableaux sur un livret de Piotr Abolimov et Vladimir Varkovitski d'après la comédie de Goldoni, La locandiera.

## Histoire de la création
Sergueï Vassilenko compose son huitième ballet Mirandolina d'après un livret de Piotr Abolimov et Vladimir Varkovitski en 1946 à la commande du Théâtre Bolchoï; le compositeur utilise pour cela sa 3e symphonie italienne pour dombra-balalaïka et instruments à vent, datant de 1934 qu'il retravaille. La partition donne de grandes possibilités au maître de ballet:« Le scénario, écrit avec une excellente connaissance des lois de ce qu'est une représentation chorégraphique, et une musique émotionnellement expressive ont permis de créer un joyeux ballet lyrico-comique».
Initialement, on supposait que Vladimir Varkovitsky mettrait en scène le ballet, mais la décision de le mettre en scène au théâtre Bolchoï a été reportée en raison du renvoi du chorégraphe du théâtre. La première se tient donc au théâtre musical et dramatique de Moldavie à Kichiniov en 1948. D'après la critique, le ballet ne rencontre pas de succès.
La même année, le théâtre Bolchoï revient au ballet de Vassilenko, mais Vassili Vainonen est nommé metteur en scène; en 1948, Vassilenko recommence à travailler au Bolchoï. Le chorégraphe reçoit un livret et une partition prêts à l'emploi, qui lui plaisent. Mais le créateur du rôle du chevalier Ripafratta, Alexeï Ermolaïev, n'est pas d'accord avec l'interprétation musicale de son image, qui était basée selon lui sur des harmonies « lourdes, maladroites » et des quarts vides, en d'autres termes, la musique de genre pantomime, « dépeignant une nature plutôt primitive, lourdaude, statique et ennuyeuse ».
Vainonen et Ermolaïev demandent à Vassilenko de faire de Ripafratta un personnage plus « dançable » pour que l'image du personnage acquière un relief particulier et plus de grâce ... Vassilenko, qui a un très bon sens de la théâtralité, accepte et il écrit une musique complètement nouvelle avec des variations pour le chevalier avec une mélodie très mobile et « habile » de scènes de pantomimes.
La créatrice du rôle-titre, Olga Lepechinskaïa, partage le succès de ce ballet avec Ermolaïev et Vainonen. L'insuccès de la première version est oublié.

## Personnages
- Mirandolina, aubergiste
- Fabrizio, domestique
- le comte Albafiorita
- le marquis Floripopoli
- le chevalier Ripafratta
- domestiques, servantes
- danseurs de rue, tziganes
- musiciens

## Vie scénique

### Théâtre d'opéra et de ballet de Moldavie
La première a lieu en 1948
Chorégraphie G.V. Perkoun, direction artistique D.M. Mordokhovitch
Distribution
- Mirandolina: R.D. Litchkova
- Fabrizio: G. Ch. Abraïmov
- le chevalier Ripafratta: K.A. Cheviev
- le comte Albafiorita: R. Rokhman
- le marquis Forlipopoli: R. Khaletski
- domestiques, servantes, tziganes, musiciens de rue

### Théâtre Bolchoï
La première se tient le 16 janvier 1949 sur la scène de la filiale du Bolchoï. Le chorégraphe est Vassili Vainonen, le directeur artistique metteur en scène, Nisson Chifrine, le chef d'orchestre, Semion Sakharov.
Distribution
- Mirandolina: aubergiste: Olga Lepechinskaïa, puis Marina Semionova, Sofia Golovkina, Nina Tchorokhova (Tchkalova), Raïssa Stroutchkova
- Fabrizio: Iouri Kondratov, puis Iouri Hofman, Leonid Jdanov
- le chevalier Ripafratta: Alexeï Ermolaïev, puis Sergueï Koren, Anatoli Kouznetsov, Vladimir Levachiov
- le comte Albafiorita: Alexandre Radounski, puis Alexandre Begak
- le marquis Forlipopoli: Alexeï Joukov, puis Mikhaïl Gourov
- domestique du comte: Noï Avaliani
- domestique du comte: Alexeï Varlamov
- valet du marquis: Nikolaï Popko
- tzigane: Véra Vassilieva, puis Natalia Kassatkina
- danse lyrique: Tatiana Lazarevitch, Galina Petrova, Minna Chmelkina, Nikolaï Golchev, Leonid Jdanov et Iouri Jdanov
- bouffons: Gleb Evdomikov et Evgueni Metchenko
- l'Espagnole: Valentina Galetskaïa, puis Iadviga Sangovitch, Soussana Zviaguina, Alla Bogouslavskaïa.
- le diable: Gueorgui Farmaniants

Le ballet est joué 54 fois, la dernière a lieu le 24 mai 1959.

### Autres théâtres
Théâtre national de Liberec (Tchécoslovaquie, 1951), théâtre national de Brno (Tchécoslovaquie, 1952), opéra populaire de Sofia (Bulgarie, 1954, théâtre populaire du palais de la culture Gorki (Léningrad, 1957), théâtre d'opéra et de ballet de Gorki (1958), théâtre d'opéra et de ballet de Tachkent (1965), théâtre populaire de ballet de l'usine Rostselmach de Rostov-sur-le-Don (1968, sous le titre de L'Aubergiste), théâtre d'opéra et de ballet de Riga (1974) et théâtre musical d'Ossétie du Nord.